# ウィリアム・ゴーベル
ウィリアム・ジャスタス・ゴーベル（英語: William Justus Goebel、1856年1月4日 - 1900年2月3日）は、アメリカ合衆国の政治家、弁護士。第34代ケンタッキー州知事に4日間のみ就任していた。知事就任前に暗殺者によって致命傷を負わされ、その翌日に宣誓して知事に就任し、それから4日後に亡くなった。これまでのアメリカ合衆国の州知事で、就任中に暗殺された唯一の者である。テキサス州知事ジョン・B・コナリーは1963年にジョン・F・ケネディ暗殺の巻き添えを食って負傷したが、生き残った。1972年アメリカ合衆国大統領予備選では、アラバマ州現職知事ジョージ・ウォレスが選挙戦中に撃たれて危うく死にかかった。
ゴーベルは熟練した政治家として仲間の議員を調停することがうまく、またより良い条件があれば約束を破ることも進んで壊すことも同じくらいにできた。州内の政治マシーンを使って自分の提案を実現させていくのがその手腕であり、「ボスのビル」「ケントンの王」、「ケントンのツァーリ」、「キング・ウィリアム1世」、「征服王ウィリアム」などのニックネームを貰った。
ゴーベルの摩擦を作りやすい性格のために多くの政敵を作ったが、鉄道規制など人民主義的な姿勢が多くの友人も作った。この立場の軋轢が1899年ケンタッキー州知事選挙で最大のものになった。民主党員であるゴーベルは、当時の利己的な政治戦術のために党内に分裂を生じさせていた。一方共和党はケンタッキー州でもやっと力を持つようになり、4年前の州知事選挙で初めて知事を当選させていた。このような経過から、知事選挙ではゴーベルと共和党候補のウィリアム・S・テイラーの間で大接戦になった。その結果生まれた政治的に混乱した雰囲気の中で、ゴーベルが暗殺された。その暗殺に関して告発された全ての者は無罪とされるか、あるいは恩赦を受け、その真犯人は不明のままである。

## 初期の経歴
ウィリアム・ジャスタス・ゴーベル（生まれたときはウィルヘルム）は1856年1月4日に、ペンシルベニア州ブラッドフォード郡オールバニ郡区で生まれた,。父はウィルヘルム・ゴーベル（ヴィルヘルム・ゲーベル）、母はオーガスタ（旧姓グレンクル）であり、ドイツのハノーバーからの移民だった。4人の子供の総領であり、2か月の早産だったので、出生時の体重は3ポンド (1,360 g) に届かなかった。父は南北戦争の時にペンシルベニア第82歩兵連隊B中隊の兵卒として従軍したので、母が子供達を一人で育てドイツの伝統について多くを教えた。ゴーベルは6歳までドイツ語しか喋らなかったが、生まれた国アメリカの文化を受け入れるようになり、ファーストネームを英語の綴りに変えた。

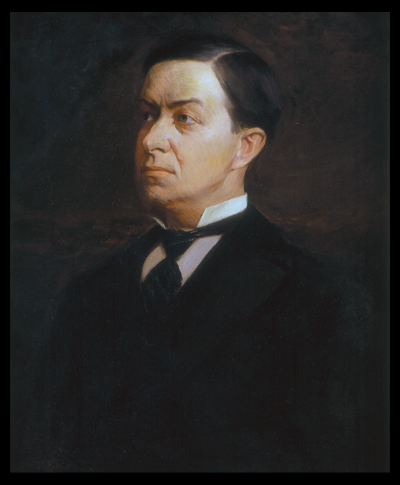
ウィリアム・ゴーベル

ゴーベルの父は1863年に軍隊を除隊し、家族ごとコビントンに移った。ゴーベルはコビントンの学校に通い、その後オハイオ州シンシナティの宝石商で徒弟奉公した。ホリングスワース・ビジネス・カレッジに短期間入学した後、1867年から1871年までケンタッキー州知事を務めたジョン・W・スティーブンソンの法律事務所に奉公した。ゴーベルは最後はスティーブンソンの共同経営者になり、その遺言の執行人になった。1877年にはシンシナティ法学校を卒業し、オハイオ州ガンビアにあるケニオン・カレッジに入学したが、父が死んだために家族を養う必要が生じ、退学した。ゴーベルは数年間個人で法律実務を行い、その後の5年間はケンタッキー州下院議員ジョン・G・カーライルと共同経営を行った。その後コビントンでスティーブンソンの会社に共同経営者として加わった。

### 性格
ゴーベルは一般に特に愛想がいいというわけでもなかった。社会的な組織にはほとんど属さず、親密な友人を除けば、微笑や握手で迎えることもなかった。女性とのロマンスを囁かれることも滅多になかった。ケンタッキー州知事で未婚だったのはゴーベルのみである。その外見は寡黙な性格をさらに悪く見せた。ジャーナリストのアービン・S・コブはゴーベルの外貌が「爬虫類」のようだと形容しており、蔑むような唇、鋭い鼻、ユーモアの無い目つきに言及する者もいた。演説の才能がある者でもなかったので、派手な印象は避け、深く力強い声に頼り、要点を鋭く突く話術を心得ていた。
政治家によくある社交的な性格ではなかったが、政治の領域では、その知性が武器になった。ゴーベルは博識であり、支持者も敵対者もその精神的強さが印象的であることには同意していた。コブはゴーベルについて抱いたほど理知的な人には巡り会ったことがないと言っていた。

## 政歴
1887年、ジェイムズ・W・ブライアンが副知事に立候補するために、ケンタッキー州上院議員を辞した。ゴーベルはコビントン地域を代表するその議席の選挙に出馬することにした。鉄道を規制し、労働者の側に立つという政策に、元共同経営者だったスティーブンソンの影響力もあり、容易に当選できるはずだったが、そうはならなかった。第3の政党である統一労働者党が、ゴーベルと同じような政策で地域の支持を得るようになっていた。しかし、ゴーベルが民主党との同盟に固執しなければならなかったのに対し、統一労働者党は民主党支持者にも共和党支持者にも取り入り、選挙戦は接戦になり、ゴーベルがやっと56票差で当選という結果になった。

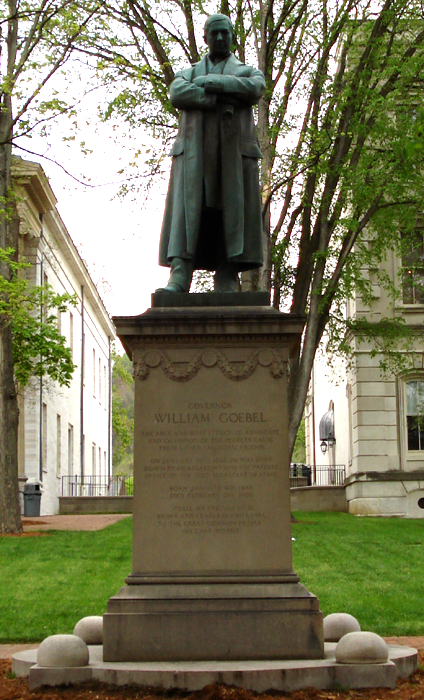
フランクフォートの旧ケンタッキー州会議事堂の前に立つゴーベルの彫像

前上院議員ブライアンの残り任期は2年間しかなかったので、ゴーベルが再選を求めるとすれば、その間に目立つ結果を残す必要があった。ゴーベルが選んだのは大きく人気のある標的のルイビル・アンド・ナッシュビル鉄道だった。ケンタッキー州下院で鉄道寄り議員からケンタッキー州鉄道委員会を廃止する案が提出されて、下院を通過し、上院に送られた。これに反応したキャシアス・M・クレイ上院議員は鉄道産業によるロビー活動を調査する委員会を提案した。ゴーベルはその委員となり、鉄道のロビー活動で著しい法令違反を発見した。ゴーベルは上院で鉄道委員会廃止法案を否決することにも貢献した。この活動でその選挙区では英雄になった。1889年に再選を求めた上院議員選挙では無投票で当選した。さらに1893年には共和党の対抗馬に対して3対1という票差で三選された。
1890年、ケンタッキー州の第4代憲法制定会議で代議員になった。この会議が現行憲法を作った。この代議員に選ばれるのは栄誉のあることだが、ゴーベルは新憲法制定の過程に参加することにあまり興味を示さなかった。憲法制定会議の会期は250日間だったが、ゴーベルはちょうど100日に出席しただけだった。しかし、新憲法には鉄道委員会の条項をうまく留めることができた。この委員会は憲法に定める政体として、住民投票で批准される修正によってのみ廃止できることになった。このことで州議会によって委員会が一方的に解体される恐れがなくなった。

### ジョン・サンフォードとの決闘
1895年、ジョン・ローレンス・サンフォードとの決闘だと多くの傍観者が見なしたものに関わることになった。サンフォードは元南軍の一般幕僚であり、戦後は銀行家になり、以前にゴーベルと衝突したことがあった。ケンタッキー州の有料道路の幾つかからゴーベルが通行料を廃止するように動いて成功したために、サンフォードはかなりの収入を失うことになった。サンフォードは後に当時州内の最終審である控訴裁判所判事にゴーベルが指名されるのを阻止したと広く信じられた。これに反応したゴーベルは地方新聞にサンフォードを「ゴノリア（淋病）・ジョン」と呼ぶ記事を掲載した。
ゴーベルと他に2人の知人がコビントンで小切手を現金化しに行ったときに、決闘が起こった。ゴーベルはサンフォードの銀行を避けるように提案したが、サンフォードは銀行の外に立っており、この3人が通りを横切って別の銀行に行ける前に、会話が始まった。サンフォードはゴーベルの友人を迎えるときに左手を差し出し、右手はポケットの中で拳銃を握っていた。ゴーベルがこれに気付き、自分のポケットでも拳銃を掴んで同じように武装した。サンフォードはゴーベルに「あの記事を書いたのが誰かを貴方は知っていると理解している」と尋ね、ゴーベルが「私もそうだ」と答えた。目撃者の証言では双方が発砲したことについては合意しているが、どちらが先に発砲したかは分からなかった。ゴーベルは負傷しなかった。銃弾は上着を通過し、ズボンを裂いた。サンフォードは頭を撃たれ、5時間後に死んだ。ゴーベルは正当防衛を主張して無罪と認められたが、この事件はその政治家としての経歴につきまとうようになった。ケンタッキー州憲法では決闘が禁じられていたので、この無罪放免は重大なことでもあった。ゴーベルが有罪とされた場合、公職に就くことができなくなる筈だった。

### ゴーベルの選挙法
当時のケンタッキー州議会を支配していたのは民主党であり、郡レベルの選挙管理委員が選挙執行役員を選ぶときに不当なやり方を行い、その結果1895年には共和党知事のウィリアム・O・ブラッドリーを、また1896年大統領選挙では共和党のウィリアム・マッキンリーを選ぶことになったと感じていた。ゴーベルは「ゴーベル選挙法」と呼ばれることになる法案を提出した。この法案は党の路線に従って議会を通過し、ブラッドリー知事の拒否権も乗り越えて成立した。その法では州議会が指名する3人の委員による州選挙管理委員会を作り、それが郡の選挙管理委員を選別することとしていた。この仕組みによれば、民主党が支配する州議会が仲間の民主党員を選挙管理委員に指名できるので、以前のしくみよりも操作しやすいものになった。
多くの有権者はその法がゴーベルによる政治的権限を強化するための利己的なやり方だと非難し、その州選挙管理委員会のあり方が論議の対象になった。ゴーベルは1896年に上院議長代行まで上り詰めていたが、この法の成立以後、州内二大政党の支持者から多くの反対を受けることになった。

### 1899年ケンタッキー州知事選挙
1899年ケンタッキー州知事選挙ではルイビルで開催された党大会で、3人の候補者が指名を求めた。すなわち、ゴーベル、ワット・ハーディン、ウィリアム・J・ストーンだった。ハーディンが有力だとされたときに、ゴーベルとストーンがこれに対抗する共同戦線を張った。ストーンの支持者は党大会の議長にゴーベルが誰を選ぼうとも支持することになった。その代わりにゴーベルを支持していたルイビルの代議員の半数がストーンに投票することになった。その後にゴーベルが撤退するが、他の役員の多くについて公認候補を指名することになっていた。この作戦の噂が広まると、ハーディンはストーンとゴーベルの同盟に勝てないと判断し、指名候補争いから離脱した。
ゴーベルは大会議長としての自分の選択が肯定されたときに、合意を破るリスクを計算していた。ハーディンはストーンが裏切られ、自分が知事候補に指名される可能性が出てきたと判断し、指名争いに再度加わった。混乱した投票が繰り返されたが、誰も過半数を獲れなかった。ゴーベルが選んでいた議長が、次の投票で最下位になった者を切り落とすと宣言した。落とされたのはストーンだった。このためにストーンの支持者は難しい立場になった。鉄道の手先と見られるハーディンを選ぶか、ストーンを裏切ったゴーベルを選ぶか判断を強いられた。その中でゴーベルに付いた者の方が多く、ゴーベルが指名された。ゴーベルの戦術は違法ではなかったが、不人気であり、党を分裂させた。不満を抱いた派閥が自らを「正直選挙民主党」と呼び、レキシントンで別の党大会を開催し、元州知事のジョン・Y・ブラウンを候補に選んだ。
州知事選挙の投票では共和党候補のウィリアム・S・テイラーが民主党候補2人を破ったが、ゴーベルとの票差は2,383票に過ぎなかった。州議会の民主党は幾つかの郡での選挙違反を告発し始めたが、ゴーベル選挙法で創設され、ゴーベルの選んだ民主党員3人の就任した州選挙管理委員会が、2対1の票決で開票結果を肯定した。その意見は郡の公式の結果を覆す法的な権限を与えられては居らず、ケンタッキー州憲法の下で選挙結果を照査する権限は州議会にあるというものだった。その後州議会が共和党に投票された票の多くを無効化し、ゴーベルの当選と決めた。議会の少数派である共和党は激怒し、伝統的に共和党支持だった選挙区の有権者も同様だった。その後の数日間、州内はあらたな内戦の予感で不安定な状態になった。

## 暗殺

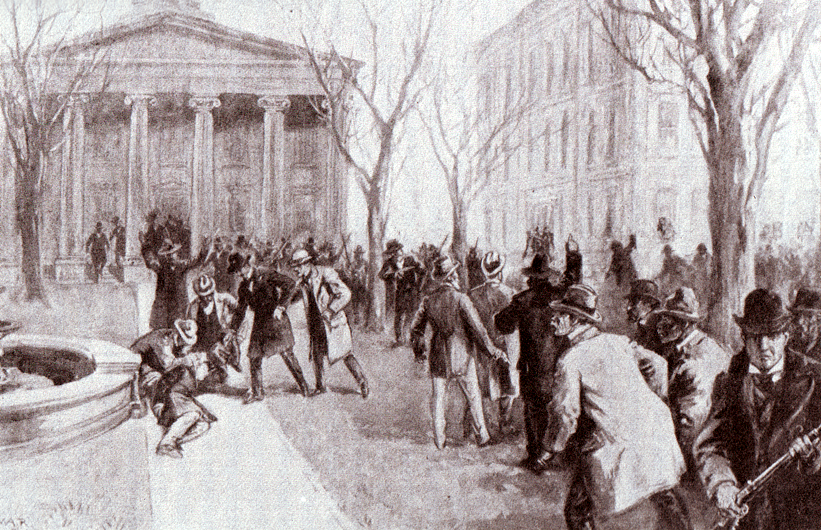
新聞「ハーパーズ・ウィークリー」に掲載されたゴーベル暗殺の挿絵、1900年

選挙結果がまだ議論されている時、ゴーベルに対する暗殺計画の噂が囁かれていたが、1900年1月30日朝、ゴーベルは2人のボディガードに挟まれ、旧州会議事堂に向かって歩いていた。この時何が起こったかは諸説入り乱れているが、近くの州のビルから5発ないし6発の銃弾が放たれ、1発がゴーベルの胸に当たり、重傷を負わせた。このとき知事に就任していたテイラーは選挙に関する最終判断を棚上げし、州兵を招集し、州議会にはフランクフォートではなく共和党の地盤であるケンタッキー州ロンドンで特別会期を開くよう命令した。少数派の共和党議員はこの命令に従いロンドンに行った。民主党議員はこの動きに抵抗し、多くのものは民主党の地盤であるルイビルに行った。どちらも権限があることを主張したが、共和党の方は人数が少なく、定足数を満たせなかった。

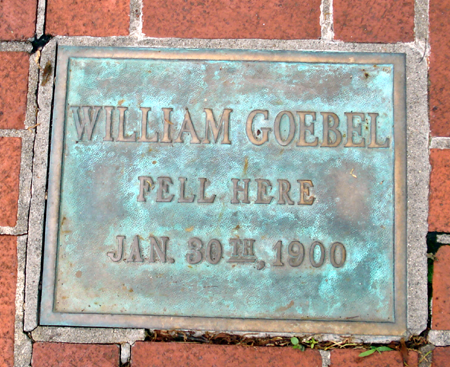
旧州会議事堂に前面にある銘板、ゴーベルが撃たれて倒れた場所を示す

ゴーベルは狙撃された翌日に宣誓して知事に就任した。その執った唯一の行動は、テイラーが招集していた州軍を解散する宣言に署名したことだったが、共和党員である州軍の指揮官に無視された。ゴーベルは18人の医師が治療にあたったが、1900年2月3日午後に死んだ。ジャーナリストはその最後の言葉を「私の友人に勇敢で、恐れを知らず、通常の民衆に忠実であれと伝えてくれ」だったと伝えていた。懐疑的なアービン・S・コブは当時死の床にいた者からだとして、別の話を伝えていた。ゴーベルは最後の食事をして、「お医者さん、これはまずい牡蠣だ」と言ったとされている。ゴーベルがルイビル・アンド・ナッシュビル鉄道を嫌っていたことを尊重し、その遺骸はこの鉄道で運ばれずに、故郷のコビントンから北にオハイオ川を渡ってシンシナティに行き、そこから南のフランクフォートまでクイーン・アンド・クレセント鉄道で遠回りして運ばれた。

### 選挙結果の裁定
ゴーベルが死んだことで、緊張感が和らいだ。ゴーベルの副知事であるJ・C・W・ベッカムの考えでは、州内が内戦になるよりも知事というものは反対者の多くの口に合うものだが、その多くはゴーベル知事に対する戦争を好んだかもしれない。二大政党の間で長たらしい会合が開かれ、事態を収束させる妥協案が起案された。その条件では共和党がゴーベルの正当な当選を認めること（その結果ベッカムが知事を継ぐこと）が入っていた。共和党はフランクフォートから州軍を排除することとされた。民主党はその代わりに、暗殺に結びつけられた共和党役員の訴追免除を拡大し、他の州役人選挙結果に異議を挿むことを止め、無党派の選挙改革法案を通すことが求められた。これらの合意が有効になるにはテイラーの署名のみが必要だった。テイラーは知事を辞めることが意に沿わず、それを拒否した。
妥協案が出尽くし、両陣営は事態を司法の判断に委ねることで合意した。ケンタッキー州控訴裁判所は、ケンタッキー州議会が合法的にゴーベルを当選者だと宣言したと裁定した。この裁定に対してアメリカ合衆国最高裁判所に上訴された。「テイラー対ベッカム事件」の審理は1900年4月30日と5月21日に行われ、判事の票決では8対1で審問を行わないこと、ケンタッキー州控訴裁判所の判断を支持することが言い渡された。このときの反対意見1票はケンタッキー州出身の陪席判事ジョン・マーシャル・ハーランのものだった。

### 裁判と捜査
その後の暗殺に関する捜査の中で、自然に容疑は退任させられたテイラー知事に向かい、告発される恐れが強くなったテイラーはインディアナ州インディアナポリスに逃亡した。インディアナ州知事はテイラーの身柄引き渡しを拒否し、テイラーはゴーベル殺害計画に関する知識について尋問されることはなかった。テイラーはインディアナ州で弁護士となって成功し、1909年にはベッカムの後継者、共和党知事のオーガスタス・ウィルソンから恩赦を受けた。
テイラーを含めて16人の人物がゴーベル知事暗殺の容疑で告発された。このうち3人は証言と引き替えに告訴免除を認められた。5人のみが裁判まで進み、そのうち2人は無罪となった。テイラーの州務長官ケイレブ・パワーズの他、ヘンリー・ユートシーとジム・ハワードが有罪とされた。告発文ではパワーズが首謀者であり、政敵を殺させ、ボスのテイラーが知事職に留まれるよう図ったというものだった。ユートシーは仲介人とされ、ハワードは家族の確執で人を殺し、フランクフォートに居てテイラーからの恩赦を求めていたとされており、実際の暗殺者として告訴された。
裁判は不正行為で満たされた。判事3人は全てゴーベル寄り民主党員であり、ある時点で陪審員の順番待ち368人のうち8人のみが共和党員だった。共和党はパワーズとハワードの有罪を覆すために控訴し、パワーズはさらに3回裁判があったが、2回は有罪、1回は評決不能となり、ハワードはその後2回の裁判をうけて共に有罪となった。両人共に1908年にウィルソン知事から恩赦を受けた。
ユートシーは終身刑判決を受けて控訴しなかったが、収監2年後に共犯証言者になった。ハワードの2回目の裁判で、元知事のテイラーがユートシーとハワードと共に暗殺を検討したと主張した。テイラーとパワーズが詳細を検討し、ユートシーが仲介者として働き、ハワードが銃撃したという検察の主張を肯定した。弁護人は反対尋問でユートシーの証言の矛盾を指摘したが、ハワードは有罪とされた。ユートシーは1916年に保釈され、1919年には民主党知事ジェイムズ・D・ブラックから恩赦になった。
歴史家の多くは、ゴーベル知事に暗殺について真犯人は挙げられていないということで合意している。

## 遺産
ケンタッキー州エルクトンのゴーベル・アベニューおよびコビントンのゴーベル公園は、このゴーベルの栄誉を称えて名付けられた。